# Saisons amateurs du FC Nantes
Cette page détaille les saisons que le Football Club de Nantes a disputé avec le statut amateur. On distingue une période : la période 1943-1945, entre la naissance du club et l'accès à la deuxième division française. Après cette période, le FC Nantes a toujours joué ensuite dans les divisions professionnelles (D1/L1 et D2/L2).

## Saison 1943-1944
Chronologie
Saison suivante
La saison 1943-1944 du FC Nantes est la 1re depuis la création du club. Le FCN évolue alors en CFA Bretagne-Anjou, la plus haute division amateure régionale, située juste en dessous de la division professionnelle.

### Résumé de la saison
Le Football Club de Nantes a été fondé durant la Seconde Guerre mondiale, en avril 1943. Il intègre donc pour la 1re fois de son existence un championnat, en l’occurrence le Championnat de France Amateur Bretagne-Anjou (D2).
Trois mois après la création du club, le 22 juillet, le FC Nantes pose sa candidature pour accéder au Championnat de France Amateur, entrant ainsi en concurrence directe avec le CAP Saint-Nazaire. Le 25 juillet, la Maison Jaune tient son premier entraînement. Le 26 juillet, le FC Nantes est officiellement admis en CFA par le bureau du comité directeur d'Anjou, alors que le CAP St-Nazaire est écarté, avant de faire appel et d'obtenir sa qualification,.

### Effectif et encadrement

#### Tableau des transferts
| Nom                      | Nationalité | Poste     | Transfert | Provenance/Destination        | Division |
| ------------------------ | ----------- | --------- | --------- | ----------------------------- | -------- |
| Arrivées                 |             |           |           |                               |          |
| Gonzalès                 | Espagne     | Gardien   |           |                               |          |
| Limberger                | France      | Gardien   |           | SS Batignolles de Nantes      |          |
| René Lopez               | France      | Gardien   |           |                               |          |
| Eugène Blampain/Blambain | France      | Défenseur |           | Boulogne-sur-Mer              |          |
| Émile Docquin            | France      | Défenseur |           | Saint-Pierre de Nantes        |          |
| Pelé                     | France      | Défenseur |           | SS Batignolles de Nantes      |          |
| Victor Rivero            | France      | Défenseur |           | Avia Club                     |          |
| Martial Gergotich        | France      | Milieu    |           | Saint-Pierre de Nantes        |          |
| Joseph Kerdraon          | France      | Milieu    |           | Saint-Pierre de Nantes        |          |
| Robert Garrec            | France      | Milieu    |           | Saint-Pierre de Nantes        |          |
| René Morin               | France      | Milieu    |           | Saint-Pierre de Nantes        |          |
| Aimé Nuic                | France      | Milieu    |           | Olympique de Saumur           |          |
| René Crépin              | France      | Attaquant |           | US Vaires                     |          |
| David                    | France      | Attaquant |           | Stade briochin                |          |
| Charles Vischer          | France      | Attaquant |           | Saint-Pierre de Nantes        |          |
| Lodo Giovanetti          | France      |           |           | Avia Club Issy-les-Moulineaux |          |
| Guillard                 | France      |           |           | Saint-Pierre de Nantes        |          |
| Jean Guillet             | France      |           |           |                               |          |
| Le Fur                   | France      |           |           | Saint-Pierre de Nantes        |          |
| Yund                     |             |           |           |                               |          |

| Nom                      | Nationalité | Poste     | Modalités | Provenance/Destination | Division |
| ------------------------ | ----------- | --------- | --------- | ---------------------- | -------- |
| Arrivées                 |             |           |           |                        |          |
| Départs                  |             |           |           |                        |          |
| Eugène Blampain/Blambain | France      | Défenseur |           | US Précigné            |          |

### Matchs de la saison

#### Matchs amicaux
| Date                     | Adversaire               | Niveau                             | Lieu                    | Score  | Buteurs du FC Nantes     | Affluence |
| ------------------------ | ------------------------ | ---------------------------------- | ----------------------- | ------ | ------------------------ | --------- |
| Dimanche 23 janvier 1944 | CA Cholet                | DH Anjou (D3)                      | Nantes (Procé)          | 2 - 1  | ? 30e, ?                 |           |
| Dimanche 2 avril 1944    | Drapeau de Fougères      |                                    | Fougères                | 7 - 3  | ?                        |           |
| Lundi 10 avril 1944      | US Concarneau            |                                    | Auray                   | 2 - 1  | Vischer ?, Sandeau ?     |           |
| Samedi 15 avril 1944     | ÉF Rennes-Bretagne       | Championnat de France fédéral (D1) | Nantes (Procé)          | 3 - 2  | Lodo 54e 85e, Bowens 87e |           |
| Dimanche 23 avril 1944,  | Olympique de Saint-Denis | CFA Paris (D2)                     | Nantes                  | Annulé | -                        |           |
| Dimanche 23 avril 1944   | RC Ancenis               | DH Anjou (D3)                      | Ancenis                 | 1 - 0  | ?                        |           |
| Dimanche 30 avril 1944,  | COSDG Les Essarts        |                                    | Saint-Denis-la-Chevasse | 7 - 2  | Nuic ?, Dousset ?, ? ?   |           |
| mai 1944                 | CAP Saint-Nazaire        | CFA Bretagne-Anjou (D2)            | Pornic                  | ? - ?  | ?                        |           |
| Jeudi 18 mai 1944,       | US Quimperlé             | Championnat de Bretagne-Sud        | Quimperlé               | 4 - 0  | Nuic (X2), ? (X2)        |           |
| Dimanche 21 mai 1944     | USPO Tours               |                                    | Tours                   | ? - ?  | ?                        |           |

#### Championnat
Le FC Nantes est intégré pour la saison 1943-1944 dans le Championnat de France Amateur Groupe G (Bretagne-Anjou), qui est le 2e échelon du football national et le 1er niveau amateur (il n'y a cependant pas de logique de promotion/relégation entre ces deux niveaux).

##### Calendrier
| Date                        | Journée | Adversaire        | Lieu | Score | Buteurs du FC Nantes                                     | Class. | Affluence |
| --------------------------- | ------- | ----------------- | ---- | ----- | -------------------------------------------------------- | ------ | --------- |
| Dimanche 12 septembre 1943, | J01     | AS Brest          | Dom. | 4 - 1 | Giovanetti 26e, David 47e, Crépin ? , Vischer 80e (pen.) | -      |           |
| Dimanche 10 octobre 1943,   | J02     | CAP Saint-Nazaire | Ext. | 2 - 2 | Nuic 20e, Crépin ?                                       | 8      |           |
| Dimanche 24 octobre 1943,   | J03     | TA Rennes         | Ext. | 2 - 0 | David 15e, Visher 32e                                    | 6      |           |
| Lundi 1er novembre 1943,    | J04     | VS Chartres       | Ext. | 3 - 3 | ? ?, Nuic (X2)                                           | 4      |           |
| Dimanche 21 novembre 1943   | J05     | US servannaise    | Ext. | 0 - 2 | -                                                        | 5      |           |
| Dimanche 28 novembre 1943,  | J06     | US Le Mans        | Dom. | 4 - 0 | Visher X4 (ou X2 et deux autres buteurs)                 | 3      |           |
| Dimanche 5 décembre 1943    | J07     | Angers SCO        | Ext. | 0 - 3 | -                                                        | 4      |           |
| Dimanche 12 décembre 1943,  | J08     | Stade quimpérois  | Dom. | 2 - 0 | Visher 17e 44e                                           | 4      |           |
| Dimanche 2 janvier 1944     | J09     | US Le Mans        | Ext. | 2 - 0 | Nuic 34e, Yund 51e                                       | 3      |           |
| Dimanche 9 janvier 1944     | J10     | AS Brest          | Ext. | 1 - 1 | Visher 62e                                               | 3      |           |
| Dimanche 16 janvier 1944    | J11     | Angers SCO        | Dom. | 3 - 0 | Crépin 6e, Yund 62e, Lodo ?                              | 3      |           |
| Dimanche 30 janvier 1944    | J12     | CAP Saint-Nazaire | Dom. | 3 - 1 | Visher ?, Nuic ?                                         | 3      |           |
| Dimanche 13 février 1943,   | J13     | TA Rennes         | Dom. | 2 - 0 | Crépin 35e, Moineau 80e                                  | 2      |           |
| Dimanche 20 février 1944    | J14     | VS Chartres       | Dom. | 2 - 2 | Lodo 78e, Charlot ?                                      | 2      |           |
| Dimanche 27 février 1944    | J15     | Stade rennais UC  | Dom. | 3 - 2 | Charlot 27e, Lodo ?                                      | 2      |           |
| Dimanche 5 mars 1944        | J16     | Stade quimpérois  | Ext. | 0 - 0 | -                                                        | 2      |           |
| Dimanche 12 mars 1944       | J17     | US servannaise    | Dom. | 0 - 0 | -                                                        | 2      |           |
| Dimanche 26 mars 1944       | J18     | Stade rennais UC  | Ext. | 0 - 1 | -                                                        | 2      |           |

#### Coupe de France
La Coupe de France 1943-1944 est la 29e édition de la Coupe de France, une compétition à élimination directe mettant aux prises tous les clubs de football amateurs et professionnels à travers la France métropolitaine. Elle est organisée par la FFF et ses ligues régionales.
À la suite de la nationalisation du football professionnel par le colonel Pascot pour la saison 1943-1944 et la création d'un championnat national pour les équipes fédérales, la coupe de France redevient réellement une coupe nationale et la séparation zone libre, zone occupée et zone interdite est abolie.
Les nouvelles équipes fédérales qui regroupent les joueurs professionnels (D1) participent à la coupe comme les clubs amateurs. 772 clubs sont engagés.
| Date                       | Tour    | Adversaire       | Niveau        | Lieu | Score | Buteurs du FC Nantes | Affluence |
| -------------------------- | ------- | ---------------- | ------------- | ---- | ----- | -------------------- | --------- |
| Dimanche 17 octobre 1943   | 3e tour | US Basse-Indre   | DH Anjou (D3) | Dom. | 1 - 0 | ? 30e                |           |
| Dimanche 14 novembre 1943, | 4e tour | Véloce vannetais |               | Ext. | 0 - 2 | -                    |           |

#### Coupe d'Anjou
| Date                      | Tour            | Adversaire                  | Niveau  | Lieu | Score      | Buteurs du FC Nantes      | Affluence |
| ------------------------- | --------------- | --------------------------- | ------- | ---- | ---------- | ------------------------- | --------- |
| Dimanche 19 décembre 1943 | 1/16e de finale | Voltigeurs de Châteaubriant | DH (D3) | Ext. | 3 - 0      | Lodo ?, Crépin ?, Morin ? | 200       |
| Dimanche 6 février 1944   | 1/8e de finale  | JA Saumur                   | DH (D3) | Dom. | 1 - 2 a.p. | Nuic 75e                  |           |

### Statistiques collectives
| Compétition        | Débute au tour  | Termine        | Matches joués | Gagnés | Nuls | Perdus | Buts pour | Buts contre | Différence |
| ------------------ | --------------- | -------------- | ------------- | ------ | ---- | ------ | --------- | ----------- | ---------- |
| CFA Bretagne-Anjou | -               | -              | 18            | 9      | 6    | 3      | 33        | 18          | +15        |
| Coupe de France    | 3e tour         | 4e tour        | 2             | 1      | 0    | 1      | 1         | 2           | -1         |
| Coupe d'Anjou      | 1/16e de finale | 1/8e de finale | 2             | 1      | 0    | 1      | 4         | 2           | +2         |
| Total              | -               | -              | 22            | 11     | 6    | 5      | 38        | 22          | +16        |

## Saison 1944-1945
Chronologie
Saison précédente Saison suivante
 La saison 1944-1945 du FC Nantes est la 2e depuis la création du club. Le FCN évolue alors en CFA Anjou, la plus haute division amateure régionale, située juste en dessous de la division professionnelle.

### Effectif et encadrement

#### Tableau des transferts
Gaston David, Albert Heil, Le Floch, Edmond Lemaître, Antoine Raab, Maurice Sellin

### Matchs de la saison

#### Championnat d'Anjou
Le FC Nantes est intégré pour la saison 1944-1945 dans le Championnat de France Amateur groupe Anjou, qui est le 2e échelon du football national et le 1er niveau amateur (il n'y a cependant pas de logique de promotion/relégation entre ces deux niveaux).

##### Calendrier des matchs de poule
| Date                     | Journée | Adversaire  | Lieu | Score        | Buteurs du FC Nantes                     | Class. | Affluence |
| ------------------------ | ------- | ----------- | ---- | ------------ | ---------------------------------------- | ------ | --------- |
| Dimanche 7 janvier 1945  | J01     | RC Ancenis  | Dom. | 9 - 1        |                                          |        |           |
|                          | J02     | US Le Mans  | Dom. | 5 - 3        |                                          |        |           |
| Dimanche 22 janvier 1945 | J03     | CSJB Angers | Dom. | 10 - 2       | ?                                        |        |           |
|                          | J04     | Angers SCO  | Dom. | 2 - 2        |                                          |        |           |
|                          | J05     | AS Sablé    | Ext. | 6 - 0        |                                          |        |           |
| Dimanche 25 février 1945 | J06     | RC Ancenis  | Ext. | 6 - 0        | Lodo X2, Crépin X2, Le Floch X1, Heil X1 |        |           |
|                          | J07     | US Le Mans  | Ext. | 3 - 1        |                                          |        |           |
| Dimanche 15 avril 1945   | J08     | JA Saumur   | Dom. | 7 - 1        |                                          |        |           |
| Dimanche 22 avril 1945,  | J09     | CSJB Angers | Ext. | 4 - 3 ou 4-3 |                                          |        |           |
| Dimanche 29 avril 1945   | J10     | SO Cholet   | Dom. | 4 - 1        | Lemaître 25e 38e, Lodo ?, Gergotich ?    |        |           |
| Dimanche 6 mai 1945      | J11     | Angers SCO  | Ext. | 1 - 2        |                                          |        |           |
| Lundi 21 mai 1945,       | J12     | AS Sablé    | Dom. | 16 - 0       |                                          | 1      |           |

##### Finale du championnat d'Anjou
- Le vainqueur du Championnat de France Amateur d'Anjou est désigné à la suite d'une opposition entre les deux premières équipes au classement.

| Date                 | Tour                          | Adversaire | Niveau    | Lieu | Score | Buteurs du FC Nantes | Affluence |
| -------------------- | ----------------------------- | ---------- | --------- | ---- | ----- | -------------------- | --------- |
| Dimanche 27 mai 1945 | Finale du Championnat d'Anjou | Angers SCO | CFA Anjou | Dom. | 1 - 0 | Crépin ?             |           |

- À la suite de sa victoire, le FC Nantes est déclaré champion d'Anjou 1945.

#### Finale du Championnat de l'Ouest
- La victoire dans le Championnat d'Anjou permet d'accéder à la finale du Championnat de l'Ouest face au TA Rennes, champion de CFA Bretagne.

| Date                  | Tour            | Adversaire | Niveau                   | Lieu | Score                | Buteurs du FC Nantes                                    | Affluence |
| --------------------- | --------------- | ---------- | ------------------------ | ---- | -------------------- | ------------------------------------------------------- | --------- |
| Dimanche 3 juin 1945  | Finale - aller  | TA Rennes  | Champion du CFA Bretagne | Dom. | 5 - 0                | Gergotich (X1), Crépin (X1 sp), Heil (X2), Docquin (X1) |           |
| Dimanche 10 juin 1945 | Finale - retour | TA Rennes  | Champion du CFA Bretagne | Ext. | Forfait du TA Rennes | -                                                       | -         |

- Le FC Nantes remporte le Championnat de l'Ouest pour la 1re fois de son histoire.

#### Coupe de France
La Coupe de France 1944-1945 est la 28e édition de la Coupe de France, une compétition à élimination directe mettant aux prises tous les clubs de football amateurs et professionnels à travers la France métropolitaine. Elle est organisée par la FFF et ses ligues régionales.
| Date                      | Tour    | Adversaire               | Niveau | Lieu | Score | Buteurs du FC Nantes | Affluence |
| ------------------------- | ------- | ------------------------ | ------ | ---- | ----- | -------------------- | --------- |
| Dimanche 15 octobre 1944  | 4e tour | SS Batignolles de Nantes |        | Dom. | 8 - 0 |                      |           |
| ? 1944                    | 5e tour | US Basse-Indre           |        | Dom. | 3 - 1 |                      |           |
| Dimanche 31 décembre 1944 | 6e tour | Angers SCO               |        | Ext. | 1 - 2 |                      |           |

#### Coupe d'Anjou
| Date                 | Tour          | Adversaire       | Niveau | Lieu | Score | Buteurs du FC Nantes | Affluence |
| -------------------- | ------------- | ---------------- | ------ | ---- | ----- | -------------------- | --------- |
| ? 1945               | 1/4 de finale | Stade nantais UC |        | Dom. | 4 - 1 |                      |           |
| Dimanche 13 mai 1945 | 1/2 finale    | FA Laval         | ?      | Dom. | 8 - 0 | ?                    |           |
| ? 1945               | Finale        | CA Cholet        |        | Dom. | 7 - 1 |                      |           |

- Le FC Nantes remporte la Coupe d'Anjou pour la 1re fois de son histoire.

### Statistiques collectives
| Compétition          | Débute au tour | Termine   | Matches joués | Gagnés | Nuls | Perdus | Buts pour | Buts contre | Différence |
| -------------------- | -------------- | --------- | ------------- | ------ | ---- | ------ | --------- | ----------- | ---------- |
| CFA Anjou puis Ouest | -              | Vainqueur | 14            | 12     | 1    | 1      | 79        | 16          | +63        |
| Coupe de France      | 3e tour        | 6e tour   | 3             | 2      | 0    | 1      | 12        | 3           | +9         |
| Coupe d'Anjou        | 1/4 de finale  | Vainqueur | 3             | 3      | 0    | 0      | 19        | 2           | +17        |
| Total                | -              | -         | 22            | 17     | 1    | 2      | 110       | 21          | +89        |